# Otopteropus cartilagonodus
Otopteropus cartilagonodus is een vleermuis uit de familie der vleerhonden (Pteropodidae) die voorkomt op het Filipijnse eiland Luzon. Het is de enige soort van het geslacht Otopteropus. De soort komt voornamelijk voor in primair regenwoud, van 200 tot 1800 m hoogte. De soort is niet erg algemeen. Er is een sterke variatie tussen de verschillende populaties, zodat er mogelijk meerdere soorten bestaan. Het karyotype bedraagt 2n=48, FN=ca. 62.
Acerodon · Aethalops · Alionycteris · Aproteles · Balionycteris · Casinycteris · Chironax · Cynopterus · Desmalopex · Dobsonia · Dyacopterus · Eidolon · Eonycteris · Epomophorus · Epomops · Haplonycteris · Harpyionycteris · Hypsignathus · Latidens · Lissonycteris · Macroglossus · Megaloglossus · Melonycteris · Micropteropus · Mirimiri · Myonycteris · Nanonycteris · Neopteryx · Notopteris · Nyctimene · Otopteropus · Paranyctimene · Penthetor · Plerotes · Ptenochirus · Pteralopex · Pteropus · Rousettus · Scotonycteris · Sphaerias · Styloctenium · Syconycteris · Thoopterus